# Октомврийски площад (Минск)
Октомврийският площад (на беларуски: Кастрычніцкая плошча) се намира в центъра на град Минск, столицата на Беларус.
Наименуван е в чест на Октомврийската революция от 1917 г.

## История
Първоначалното му име е Централен площад. Той е проектиран и построен в периода от 1949 до 1950 година. През септември 1952 година на площада е издигнат паметник на Йосиф Сталин, с височина 10 метра. През 1957 година до площада са построени правителствени сгради на Беларуската ССР.